# Olof Wilander
Olof Matthias Wilander, född den 30 mars 1907 i Kungsholms församling, Stockholm, död den 21 juni 1993 i Örebro Olaus Petri församling, Örebro, var en svensk läkare verksam inom specialiteten klinisk kemi.
Efter studentexamen i Stockholm 1925 blev Wilander medicine kandidat 1928, medicine licentiat 1936 och medicine doktor 1939. Under sina första år som yrkesverksam arbetade han i Stockholm, bland annat vid Karolinska Institutet och Serafimerlasarettet. År 1938 disputerade han på en avhandling med titeln Studien über Heparin i vilken han bland annat visade att heparin lagras i kroppens så kallade mastceller. Han flyttade till Örebro 1937 och blev där extra laborator, sedan överläkare vid Kliniskt kemiska laboratoriet. Wilander blev den som byggde upp laboratorieverksamheten vid sjukhuset. Han blev sjukhusets styresman år 1952–1972 efter Gösta Bohmansson. Han var verksam vid dåvarande Regionsjukhuset fram till sin pensionering 1973. Wilander utvecklade tidigt ett intresse för immunologi. Efter studier i Schweiz startade han en allergologisk mottagning, den första utanför Stockholm. År 1968 fick han professors namn för sin insatser för sjukvården. Wilander  blev riddare av Nordstjärneorden 1953 och kommendör av samma orden 1961.